# Aletschgebiet

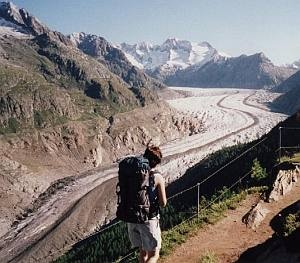
Aletschgletscher von der Moosfluh her gesehen

Das Aletschgebiet ist eine Region im Kanton Wallis in der Schweiz. Es erstreckt sich im Rhonetal von Naters bis Fiesch und umfasst die nördlich davon liegenden alpinen Gebiete rund um den Aletschgletscher.
Die Region um den Aletschgletscher ist Teil des UNESCO-Weltnaturerbes Jungfrau-Aletsch-Bietschhorn. Das Gebiet am Nordhang des Rhonetals ist eine Tourismusregion mit zahlreichen Wintersportorten.
Dieses Gebiet umfasst eine einzigartige Kombination von hochalpiner Landschaft, Gletschern, Felsformationen und artenreichen Wäldern – wie etwa dem uralten Aletschwald mit jahrhundertealten Arven (Zirbelkiefern). Trotz seiner Schönheit ist das Gebiet relativ unberührt. Wissenschaftler nutzen es zur Langzeitbeobachtung von Gletscherbewegungen und Klimaeinflüssen. Wanderer können sich über zahlreiche gut ausgebaute Wege freuen.
Zum Aletschgebiet gehören die Tourismusregionen Belalp, Riederalp, Bettmeralp, Fiescheralp, Mörel-Breiten und der westliche Teil des Goms.
Mit einer Länge von rund 20 Kilometern und einem Volumen von etwa 15,4 Kubikkilometern ist der Aletschgletscher der mächtigste Gletscher der Alpen. Er fließt mit einer Geschwindigkeit von bis zu 200 Metern pro Jahr talwärts und enthält rund 12 Kubikkilometer Eis.